# Antero Soriano
Antero Soriano (Tanza, 3 januari 1886 – 15 juni 1929) was een Filipijns politicus. Hij was gouverneur van Cavite van 1912 tot en met 1919 en senator van 1919 tot 1925. Van 1925 tot zijn dood in 1929 was hij lid van het Filipijns Huis van Afgevaardigden.

## Biografie
Antero Soriano werd geboren op 3 januari 1886 in Tanza in de Filipijnse provincie Cavite. Zijn ouders waren Adriano Soriano en Aurea Sosa. Na het voltooien van het Liceo de Manila studeerde Soriano rechten aan de Escuela de Derecho in Manilla. Hij rondde deze bachelor-opleiding in 1907 met succes af. Op 30 september 1907 slaagde hij voor het toelatingsexamen van de Filipijnse balie. Slechts 4 andere kandidaten van de groep van 100 studenten die samen met hem het examen aflegden slaagden hierin. Nadien werkte Soriano als advocaat voor de Manila Railroad Company tot hij in 1912 werd gekozen tot gouverneur van de provincie Cavite. In 1916 werd hij herkozen als gouverneur. Bij de verkiezingen van 1919 werd Soriano namens het vijfde Senaatsdistrict gekozen in de Senaat van de Filipijnen. 
Zijn termijn in de Senaat duurde zes jaar. In deze periode was hij in 1922 samen met onder meer Manuel Quezon in de Verenigde Staten voor een van de onafhankelijkheidsmissies. Tijdens deze missies lobbyden de leden van het Filipijns Congres voor de Filipijnse onafhankelijkheid. Na de dood van de afgevaardigde van Cavite in het Filipijns Huis van Afgevaardigden werd Soriano bij speciale verkiezingen in 1925 gekozen voor diens opvolger voor het resterende deel van zijn termijn. In 1928 werd Soriano herkozen als afgevaardigde van Cavite. 
Soriano overleed in 1929 op 43-jarige leeftijd aan een blindedarmontsteking. Hij was tot 1912 getrouwd met Gerarda Aquino en kreeg met haar drie kinderen. Na haar dood hertrouwde hij. Uit zijn tweede huwelijk kreeg hij nog eens acht kinderen.